# Prévôt des maréchaux
Le prévôt des maréchaux est un magistrat de robe courte et officier du roi sous l'Ancien Régime en France. Il juge en premier et dernier ressort des crimes et délits commis par les vagabonds (souvent des déserteurs) et les gens de guerre (policier militaire), et les cas prévôtaux, crimes graves commis sur les grands chemins et chemins royaux.
La fonction est apparue au XIVe siècle. Elle a ensuite pris pour cadre les bailliages royaux. Les prévôts des maréchaux sont à la tête de la maréchaussée, ancêtre  de la gendarmerie nationale.
Le prévôt des maréchaux de l'Île-de-France était appelé spécifiquement prévôt de l'Île ; ses attributions étaient complémentaires de celles du prévôt de Paris.
Au XVIe siècle, le prévôt dispose d'archers et d'un lieutenant. Dans le cas des bailliages de Sens et d'Auxerre, on compte une dizaine d'hommes pour chacun de ces ressorts.